# Клевчук Іван В'ячеславович
Іва́н В'ячесла́вович Клевчу́к (25 жовтня 1995, Новомиколаївка, Новомиколаївський район, Запорізька область — 29 серпня 2014, Новокатеринівка, Старобешівський район, Донецька область) — старший солдат Збройних сил України, кулеметник 93-окремої механізованої бригади. Кавалер ордена «За мужність» III ступеня (посмертно).

## Життєпис
Іван Клевчук народився 25 жовтня 1995 року в смт Новомиколаївка. Змалку мріяв стати військовиком. 2013 року закінчив навчання в Новомиколаївській спеціалізованій загальноосвітній школі № 1. Воїном-контрактником Іван Клевчук став всього за 4 дні після того, як йому виповнилось 18 років. Мати Ірина Володимирівна згадує: 
|  | «Мій Іванко з дитячого віку мріяв про службу у збройних силах. На момент часу його призову вже набирались військові на контрактній основі. І він без роздумів уклав такий контракт.». |

## Обставини загибелі
Загинув 29 серпня 2014-го під час виходу з оточення поблизу Іловайська так званим «Зеленим коридором» на дорозі в районі с. Новокатеринівка. 2 вересня 2014 року тіло Івана Клевчука разом з тілами 87 інших загиблих у «Іловайському котлі» привезли до запорізького моргу. Упізнаний бойовими побратимами й родичами.

### Місце поховання
Похований 5 вересня 2014 року на цвинтарі смт Новомиколаївка Запорізької області.
Без Івана лишились мама Ірина Володимирівна, батько В'ячеслав, сестра, бабуся, дідусь.

## Вшанування пам'яті
- 24 жовтня 2014 року встановили меморіальну дошку в Новомиколаївській спеціалізованій загальноосвітній школі № 1 на честь випускника школи Івана Клевчука, який загинув смертю хоробрих, захищаючи цілісність України у зоні АТО. На шкільну лінійку-реквієм прийшли представники районної влади і громадських організацій, прості мешканці селища[1].
- Його портрет розміщений на меморіалі «Стіна пам'яті полеглих за Україну» у Києві: секція 3, ряд 6, місце 40
- Вшановується 29 серпня на щоденному ранковому церемоніалі вшанування українських захисників, які загинули цього дня у різні роки внаслідок російської збройної агресії[2]
- 21 вересня 2017 року нагороджений орденом «За заслуги перед Запорізьким краєм» III ступеня (посмертно)

## Нагороди
14 листопада 2014 року за особисту мужність і героїзм, виявлені у захисті державного суверенітету та територіальної цілісності України, вірність військовій присязі під час російсько-української війни, відзначений — нагороджений орденом «За мужність III ступеня» (посмертно).